# Raúl Prebisch

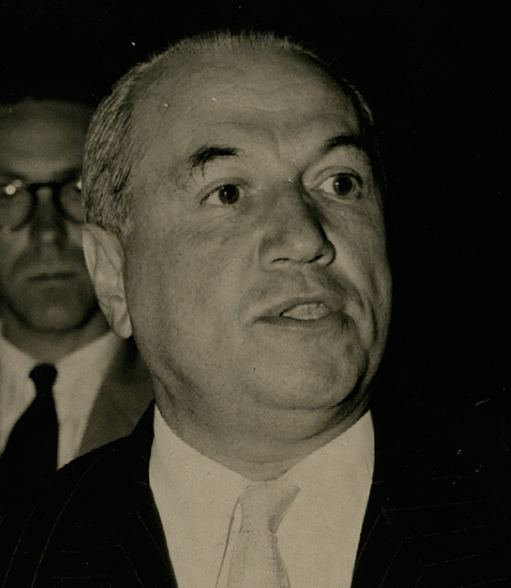
Raúl Prebisch

Raúl Prebisch (* 17. April 1901 in San Miguel de Tucumán; † 29. April 1986 in Santiago de Chile) war ein argentinischer Entwicklungsökonom.

## Leben und Werk
Raúl Prebisch wurde als eines von acht Kindern von Albin Theodor Prebisch, eines deutschen, aus Colmnitz in Sachsen stammenden Einwanderers und Landwirts, und seiner Ehefrau Rosa Linares Uriburu geboren. Nachdem er das Gymnasium seiner Heimatstadt absolviert hatte, studierte er von 1918 bis 1921 an der Universidad de Buenos Aires Wirtschaftswissenschaften mit dem Schwerpunkt Rechnungswesen. 1923, als 22-Jähriger, wurde er zum Professor für Politische Ökonomie an der derselben Universität berufen; diesen Lehrstuhl hatte er – neben seinen weiteren Aufgaben – bis 1948 inne. (Als Exilant konnte er seine Lehrtätigkeit seit 1943 allerdings nicht mehr ausüben.)
1930 trat Prebisch in den Staatsdienst ein und arbeitete zunächst für die Banco de la Nación Argentina (Bank der argentinischen Nation), dann für das Wohnungsministerium und stieg dabei bis zum Staatssekretär auf. 1935 wurde er zum ersten Direktor (Gerente General) der im selben Jahr gegründeten Argentinischen Zentralbank bestellt.
Als im Juni 1943 die im Grupo de Oficiales Unidos zusammengeschlossenen Militärs, darunter Juan Perón, putschten, stellte Prebisch sich gegen die Putschisten und ging daraufhin ins chilenische Exil. Im Exil schrieb er das Buch Introducción a Keynes (Einführung zu Keynes). Es erschien 1947 und prägte in den Folgejahren die lateinamerikanischen Debatten über Wirtschaftsordnung und Wirtschaftspolitik.
1948 war Prebisch maßgeblich an der Gründung der Wirtschaftskommission für Lateinamerika und die Karibik (Comisión Económica para América Latina y el Caribe, CEPAL) der Vereinten Nationen beteiligt. Von 1949 bis 1963 war er deren erster Direktor, anschließend, von 1964 bis 1969, Generalsekretär der UNCTAD (United Nations Conference on Trade and Development).  Auch im Ruhestand blieb Prebisch als Herausgeber der Zeitschrift CEPAL ein in Lateinamerika einflussreicher Ökonom. 1984 kehrte er in sein Heimatland zurück, um die Regierung von Raúl Alfonsín, des ersten frei gewählten Präsidenten nach dem Ende der Militärdiktatur, als wirtschaftspolitischer Berater zu unterstützen.
Prebischs Name ist eng mit der Entwicklung der Theorie der säkularen Verschlechterung der Terms of Trade (Prebisch-Singer-These) und der Strukturalistischen Wirtschaftspolitik verbunden. Dafür wegweisend war seine 1949 veröffentlichte Studie El desarrollo económico de la América Latina y algunos de sus principales problemas (Die wirtschaftliche Entwicklung Lateinamerikas und einige ihrer wichtigsten Probleme, englische Übersetzung 1950: The economic development of Latin America and its principal problems).

## Auszeichnungen
1971 wurde Prebisch in die American Academy of Arts and Sciences gewählt. 1977 erhielt er die Dag-Hammarskjöld-Ehrenmedaille der Deutschen Gesellschaft für die Vereinten Nationen.

## Schriften (in Auswahl)
- Introducción a Keynes, 1947.
- El desarrollo económico de la América Latina y algunos de sus principales problemas, 1949. Zahlreiche Nachdrucke.
- Crecimiento, desequilibrio y disparidades: Interpretación del proceso de desarrollo económico, 1950.
- Problemas teóricos y prácticos del crecimiento económico, 1951.
- La cooperación internacional en la política de desarrollo latinoamericana, 1954.
- Hacia una dinámica del desarrollo latinoamericano, 1963.
- Hacia una estrategia global del desarrollo, 1968.
- Transformación y desarrollo. La gran tarea de América Latina, 1970.
- Capitalismo periferico. Crisis y transformacion, 1981.
- Die lateinamerikanische Peripherie im globalen System des Kapitalismus. In: Ángel Rama (Hg.): Der lange Kampf Lateinamerikas. Texte und Dokumente von José Martí bis Salvador Allende. Suhrkamp, Frankfurt am Main 1982. ISBN 3-518-37312-9. S. 396–411.
- Cinco etapas de mi pensamiento sobre el desarrollo, 1983. (eine durchaus selbstkritische Rückschau auf die Entwicklung seiner ökonomischen Denkens)